# Lista de finais femininas juvenis em duplas do Australian Open
Esta é a lista de finais femininas juvenis em duplas do Australian Open.
Australian Championships (1930–1968) refere-se à era amadora. Australian Open, a partir de 1969, refere-se à era profissional ou aberta.
Normalmente disputado em janeiro, o torneio foi movido para dezembro no período de 1977–1985, voltando à programação anterior a seguir. Para se adequar a essas mudanças, o ano de 1977 teve duas edições - em janeiro e dezembro -, enquanto que 1986 não contou com o evento.

## Por ano
| Ano                                                                     | Campeãs                                 | Vice-campeãs                             | Resultado                     |
| ----------------------------------------------------------------------- | --------------------------------------- | ---------------------------------------- | ----------------------------- |
| 2025                                                                    | Annika Penickova Kristina Penickova     | Emerson Jones Hannah Klugman             | 6–4, 6–2                      |
| 2024                                                                    | Tyra Caterina Grant Iva Jovic           | Julie Paštiková Julia Stusek             | 6–3, 6–1                      |
| 2023                                                                    | Renáta Jamrichová Federica Urgesi       | Hayu Kinoshita Sara Saito                | 7–65, 1–6, [10–7]             |
| 2022                                                                    | Clervie Ngounoue Diana Shnaider         | Kayla Cross Victoria Mboko               | 6–4, 6–3                      |
| 2021                                                                    | Torneio juvenil não realizado           | Torneio juvenil não realizado            | Torneio juvenil não realizado |
| 2020                                                                    | Alexandra Eala Priska Madelyn Nugroho   | Živa Falkner Matilda Mutavdzic           | 6–1, 6–2                      |
| 2019                                                                    | Natsumi Kawaguchi Adrienn Nagy          | Chloe Beck Emma Navarro                  | 6–4, 6–4                      |
| 2018                                                                    | Liang En-shuo Wang Xinyu                | Violet Apisah Lulu Sun                   | 7–64, 4–6, [10–5]             |
| 2017                                                                    | Bianca Andreescu Carson Branstine       | Maja Chwalińska Iga Świątek              | 6–1, 7–64                     |
| 2016                                                                    | Anna Kalinskaya Tereza Mihalíková       | Dayana Yastremska Anastasia Zarytska     | 6–1, 6–1                      |
| 2015                                                                    | Miriam Kolodziejová Markéta Vondroušová | Katharina Hobgarski Greet Minnen         | 7–5, 6–4                      |
| 2014                                                                    | Anhelina Kalinina Elizaveta Kulichkova  | Katie Boulter Ivana Jorović              | 6–4, 6–2                      |
| 2013                                                                    | Ana Konjuh Carol Zhao                   | Oleksandra Korashvili Barbora Krejčiková | 5–7, 6–4, [10–7]              |
| 2012                                                                    | Gabrielle Andrews Taylor Townsend       | Irina Khromacheva Danka Kovinić          | 5–7, 7–5, [10–6]              |
| 2011                                                                    | An-Sophie Mestach Demi Schuurs          | Eri Hozumi Miyu Kato                     | 6–2, 6–3                      |
| 2010                                                                    | Jana Čepelová Chantal Škamlová          | Tímea Babos Gabriela Dabrowski           | 7–61, 6–2                     |
| 2009                                                                    | Christina McHale Ajla Tomljanović       | Aleksandra Krunić Sandra Zaniewska       | 6–1, 2–6, [10–4]              |
| 2008                                                                    | Ksenia Lykina Anastasia Pavlyuchenkova  | Elena Bogdan Misaki Doi                  | 6–0, 6–4                      |
| 2007                                                                    | Evgeniya Rodina Arina Rodionova         | Julia Cohen Urszula Radwanska            | 2–6, 6–3, 6–1                 |
| 2006                                                                    | Sharon Fichman Anastasia Pavlyuchenkova | Alizé Cornet Corinna Dentoni             | 6–2, 6–2                      |
| 2005                                                                    | Victoria Azarenka Marina Eraković       | Nikola Fraňková Ágnes Szávay             | 6–0, 6–2                      |
| 2004                                                                    | Chan Yung-jan Sun Sheng-nan             | Veronika Chvojková Nicole Vaidišová      | 7–5, 6–3                      |
| 2003                                                                    | Casey Dellacqua Adriana Szili           | Petra Cetkovská Barbora Strýcová         | 6–3, 4–4, ab.                 |
| 2002                                                                    | Gisela Dulko Angelique Widjaja          | Svetlana Kutznetsova Matea Mezak         | 6–2, 5–7, 6–4                 |
| 2001                                                                    | Petra Cetkovská Barbora Strýcová        | Anna Bastrikova Svetlana Kuznetsova      | 7–63, 1–6, 6–4                |
| 2000                                                                    | Anikó Kapros Christina Wheeler          | Lauren Barnikow Erin Burdette            | 6–3, 6–4                      |
| 1999                                                                    | Eleni Daniilidou Virginie Razzano       | Natalie Grandin Nicole Rencken           | 6–1, 6–1                      |
| 1998                                                                    | Evie Dominikovic Alicia Molik           | Leanne Baker Rewa Hudson                 | 6–3, 3–6, 6–2                 |
| 1997                                                                    | Mirjana Lučić Jasmin Wöhr               | Cho Yoon-jeong Shiho Hisamatsu           | 6–2, 6–2                      |
| 1996                                                                    | Michaela Paštiková Jitka Schonfeldova   | Olga Barabanschikova Mirjana Lučić       | 6–1, 6–3                      |
| 1995                                                                    | Corina Morariu Ludmila Varmužová        | Saori Obata Nami Urabe                   | 6–1, 6–2                      |
| 1994                                                                    | Corina Morariu Ludmila Varmužová        | Yvette Basting Alexandra Schneider       | 7–5, 2–6, 7–5                 |
| 1993                                                                    | Joana Manta Ludmilla Richterova         | Åsa Carlsson Cătălina Cristea            | 6–3, 6–2                      |
| 1992                                                                    | Lindsay Davenport Nicole London         | Maija Avotins Joanne Limmer              | 6–2, 7–5                      |
| 1991                                                                    | Karina Habšudová Barbara Rittner        | Joanne Limmer Angie Woolcock             | 6–2, 6–0                      |
| 1990                                                                    | Rona Mayer Limor Zaltz                  | Justine Hodder Nicole Pratt              | 6–4, 6–4                      |
| 1989                                                                    | Andrea Strnadová Eva Sviglerova         | Nicole Pratt Angie Woolcock              | 6–2, 6–0                      |
| 1988                                                                    | Jo-Anne Faull Rachel McQuillan          | Kate McDonald Rennae Stubbs              | 6–1, 7–5                      |
| 1987                                                                    | Ann Devries Nicole Provis               | Genevieve Dwyer Danielle Jones           | 6–3, 6–1                      |
| Torneio não realizado em 1986 devido à mudança de data                  |                                         |                                          |                               |
| 1985                                                                    | Jenny Byrne Janine Thompson             | Sally McCann Alison Scott                | 6–0, 6–3                      |
| 1984                                                                    | Louise Field Larisa Savchenko           | Jackie Masters Michelle Parun            | 7–6, 6–2                      |
| 1983                                                                    | Bernadette Randall Kim Staunton         | Jenny Byrne Janine Thompson              | 3–6, 6–3, 6–3                 |
| 1982                                                                    | Annette Gulley Kim Staunton             |                                          |                               |
| 1981                                                                    | Maree Booth Sharon Hodgkin              |                                          |                               |
| 1980                                                                    | Anne Minter Miranda Yates               |                                          |                               |
| 1979                                                                    | Linda Cassell Sue Leo                   |                                          |                               |
| 1978                                                                    | Debbie Freeman Kathy Mantle             |                                          |                               |
| 1977 (dez)                                                              | Keryn Pratt Amanda Tobin                |                                          |                               |
| 1977 (jan)                                                              | Keryn Pratt Amanda Tobin                |                                          |                               |
| 1976                                                                    | Jan Morton Jan Wilton                   |                                          |                               |
| 1975                                                                    | Diane Evers Nerida Gregory              |                                          |                               |
| 1974                                                                    | Nerida Gregory Julia Hanrahan           |                                          |                               |
| 1973                                                                    | Jenny Dimond Dianne Fromholtz           |                                          |                               |
| 1972                                                                    | Saly Irvine Pam Whytcross               |                                          |                               |
| 1971                                                                    | Pat Edwards Janice Whyte                |                                          |                               |
| 1970                                                                    | Janet Faillis Janet Young               |                                          |                               |
| 1969                                                                    | Pat Edwards Evonne Goolagong            |                                          |                               |
| 1968                                                                    | Lesley Hunt Vicki Lancaster             |                                          |                               |
| 1967                                                                    | Susan Alexander Caroline Cooper         |                                          |                               |
| 1966                                                                    | Karen Krantzcke Pat Turner              |                                          |                               |
| 1965                                                                    | Helen Gourlay Kerry Melville            |                                          |                               |
| 1964                                                                    | Kaye Dening Helen Gourlay               |                                          |                               |
| 1963                                                                    | Trish McClenaughan Gail Sherriff        |                                          |                               |
| 1962                                                                    | Heather Ross Jill Starr                 |                                          |                               |
| 1961                                                                    | Robyn Ebbern Madonna Schacht            |                                          |                               |
| 1960                                                                    | Dawn Robberds Lesley Turner             |                                          |                               |
| 1959                                                                    | Jan Lehane Dawn Robberds                |                                          |                               |
| 1958                                                                    | Betty Holstein Jan Lehane               |                                          |                               |
| 1957                                                                    | Margot Rayson Val Roberts               |                                          |                               |
| 1956                                                                    | Sheila Armstrong Lorraine Coghlan       |                                          |                               |
| 1955                                                                    | Elizabeth Orton Pat Parmenter           |                                          |                               |
| 1954                                                                    | Betty Holstein Beth Jones               |                                          |                               |
| 1953                                                                    | Mary Carter Barbara Warby               |                                          |                               |
| 1952                                                                    | Mary Carter Betty Holstein              |                                          |                               |
| 1951                                                                    | Jenny Staley Margaret Wallis            |                                          |                               |
| 1950                                                                    | Carmen Borelli Pam Southcombe           |                                          |                               |
| 1949                                                                    | Beryl Penrose J. Robbins                |                                          |                               |
| 1948                                                                    | Gloria Blair B. Bligh                   |                                          |                               |
| 1947                                                                    | Shirley Jackson Veronica Linehan        |                                          |                               |
| 1946                                                                    | N. Reid Helen Utz                       |                                          |                               |
| Torneio não realizado entre 1945 e 1941 devido à Segunda Guerra Mundial |                                         |                                          |                               |
| 1940                                                                    | Alison Burton Joyce Wood                |                                          |                               |
| 1939                                                                    | Alison Burton Joyce Wood                |                                          |                               |
| 1938                                                                    | Alison Burton Joyce Wood                |                                          |                               |
| 1937                                                                    | J. Prior I. Webb                        |                                          |                               |
| 1936                                                                    | M. Carter Margaret Wilson               |                                          |                               |
| 1935                                                                    | Dorothy Stevenson Nancye Wynne          |                                          |                               |
| 1934                                                                    | E. Chrystal E. McColl                   |                                          |                               |
| 1933                                                                    | Dorothy Stevenson Gwen Stevenson        |                                          |                               |
| 1932                                                                    | F. Francisco J. Williams                |                                          |                               |
| 1931                                                                    | S. Moon Emily Westacott                 |                                          |                               |
| 1930                                                                    | Nell Hall Emily Hood                    |                                          |                               |